# Ходжак (тунель)
Ходжакський тунель або тунель Ходжак — двоколійний залізничний тунель в Пакистані в белуджистанському окрузі Кіла Абдуллах на кордоні з Афганістаном, один з найдовших тунелів в Центральній Азії і найдовший тунель у Пакистані довжиною 3912 метрів, розташований на висоті 1945 метрів над рівнем моря на дорозі між Кветта і Кандагаром. Тунель спроектований в середині XIX століття у зв'язку з підготовкою до воєн в Афганістані та з будівництвом військової Сібі-Кветта-Чаманської залізниці, під час ажіотажу в адміністрації Британської Індії, викликаного уявної або реальною загрозою, пов'язаної з наближенням кордонів Російської імперії до Афганістану. Тунель відкритий в 1891 році після Другої англо-афганської війни, побудований за три роки і, як не дивно, досі сприймається в Пакистані як пам'ятник боротьби англійців проти загрози російській експансії і зображений на пакистанській банкноті 5 рупій. Особливе значення тунелю пояснюється тим, що шлях через перевали Ходжак і Болан - це один з двох основних шляхів з Афганістану в Пакистан і є другим після Хайберського перевалу дорогою з Центральної Азії до Індії.

## Дивись також
- Тунель Ловарі

## Ресурси Інтернету
- Mughal, Owais Khojak Tunnel pakistaniat.com December 18, 2006